# روني مونتيرو
روني مونتيرو (بالإسبانية: Ronny Montero)‏ هو لاعب كرة قدم بوليفي، ولد في 15 مايو 1991 في سانتا كروز دي لا سييرا في بوليفيا. لعب مع أورينتي بيتروليرو.

## وصلات خارجية
- روني مونتيرو على موقع قاعدة بيانات كرة القدم.إي يو (الإنجليزية)
- روني مونتيرو على موقع ناشيونال فوتبول تيمز (الإنجليزية)
- روني مونتيرو على موقع Soccerway.com (الإنجليزية)
- روني مونتيرو على موقع عالم كرة القدم.نت (الإنجليزية)
- روني مونتيرو على موقع AS.com (الإسبانية)